# Carlos Mayor
Carlos Mayor (Buenos Aires, 5 oktober 1965) is een voormalig Argentijns voetballer.

## Carrière
Carlos Mayor speelde tussen 1994 en 1996 voor Avispa Fukuoka.

## Statistieken
| Japan   | Japan          | Japan           | League | League | Emperor's Cup | Emperor's Cup | J-League Cup | J-League Cup | Totaal | Totaal |
| Seizoen | Club           | League          | Wed.   | Goals  | Wed.          | Goals         | Wed.         | Goals        | Wed.   | Goals  |
| ------- | -------------- | --------------- | ------ | ------ | ------------- | ------------- | ------------ | ------------ | ------ | ------ |
| 1994    | Fujieda Blux   | Football League |        |        |               |               |              |              |        |        |
| 1995    | Fukuoka Blux   | Football League |        |        |               |               |              |              |        |        |
| 1996    | Avispa Fukuoka | J. League 1     | 26     | 2      | 3             | 1             | 9            | 0            | 38     | 3      |
| Totaal  | Totaal         | Totaal          | 26     | 2      | 3             | 1             | 9            | 0            | 38     | 3      |